# Gurgaon Rural
Gurgaon Rural è una suddivisione dell'India, classificata come census town, di 17.100 abitanti, situata nel distretto di Gurgaon, nello stato federato dell'Haryana. In base al numero di abitanti la città rientra nella classe IV (da 10.000 a 19.999 persone).

## Società

### Evoluzione demografica
Al censimento del 2001 la popolazione di Gurgaon Rural assommava a 17.100 persone, delle quali 9.300 maschi e 7.800 femmine. I bambini di età inferiore o uguale ai sei anni assommavano a 2.519, dei quali 1.442 maschi e 1.077 femmine. Infine, coloro che erano in grado di saper almeno leggere e scrivere erano 12.025, dei quali 7.096 maschi e 4.929 femmine.